# Сливинская, Елена Васильевна
Елена Васильевна Сливинская (Сергеева) (род. 9 мая 1980 года, Ростов-на-Дону, СССР) — бывшая российская гандболистка, линейная и полусредняя команды «Ростов-Дон». Чемпионка мира 2005 года, чемпионка России 2015 и 2017—2019 годов. Заслуженный мастер спорта Российской Федерации. Воспитанница спортивной школы «Ростсельмаш».
В гандбол пришла во время обучения в школе, занималась в секции ДЮСШ клуба «Ростсельмаш», под руководством тренеров Аллы Максимцевой и Ольги Карпенко. На молодёжном уровне выступала за команду «Источник» из Ростова-на-Дону, позже перешла в «Ростсельмаш». Через какое-то время перебралась в Москву в команду «Луч», однако после нескольких сезонов приняла решение вернуться в Ростов-на-Дону. В 2005 году в составе сборной России выиграла титул чемпионки мира. Параллельно занималась пляжным гандболом, в 2002 году в составе сборной России стала чемпионкой Европы.
Замужем. В феврале 2009 года родила дочь Александру.
В мае 2019 года после окончания сезона объявила о завершении карьеры игрока.

## Титулы
- Бронзовый призёр Чемпионата России 2002, 2003, 2004, 2005, 2010, 2014
- Серебряный призёр Чемпионата России 2011, 2012, 2013,2016
- Чемпион России 2015,2017,2018,2019
- Чемпион Европы по пляжному гандболу 2002
- Серебряный призёр Чемпионата Европы по пляжному гандболу 2006
- Чемпион мира 2005
- Обладатель Кубка России 2007, 2008, 2012, 2013, 2015,2016,2017,2018,2019
- Финалист Кубка России 2010, 2011
- Обладатель Суперкубка России 2015,2016,2017
- Обладатель Кубка ЕГФ 2017
- Финалист Лиги чемпионов ЕГФ 2019